# Дени Џон-Џулс
Данијел Џон-Џулс (енгл. Daniel John-Jules; Лондон, 16. септембар 1960) је британски глумац. Џон-Џулс је најпознатији по улогама Мачке у научнофантастичној комедији Црвени патуљак и официра Двејна Мајерса у крими-драмедији Смрт у рају.